# Corticarina subcognata
Corticarina subcognata es una especie de coleóptero de la familia Latridiidae.

## Distribución geográfica
Habita en Nepal.